# درفش‌نوک دم‌حنایی
درفش‌نوک دم‌حنایی (نام علمی: Microxenops milleri) یک گونه از پرندگان خانوادهٔ مرغان تنورساز است که در بولیوی، برزیل، کلمبیا، اکوادور، گویان فرانسه، پرو، سورینام و ونزوئلا یافت می‌شود.
زیستگاه طبیعی آن جنگل‌های دشت نمناک نیمه‌گرمسیری یا گرمسیری است.